# Jaina Lee Ortiz
Jaina Lee Ortiz, nascida Jessica Ortiz (20 de novembro de 1986) é uma atriz e dançarina norte-americana. Ela é conhecida por seu papel de detetive Annalize Villa no drama policial da Fox, Rosewood, de 2015 a 2017. Em 2018, ela começou a estrelar a série dramática da ABC, Station 19, o segundo spin-off de Grey's Anatomy.

## Primeiros anos
Ortiz nasceu em 20 de novembro de 1986 na Califórnia e foi criada no Bronx, Nova York. O pai de Ortiz, Joe Ortiz, é um detetive de primeira série aposentado da NYPD. Ela começou seu treinamento de dança aos nove anos, tendo aulas de salsa/mambo; e, aos 15 anos, começou a lecionar. No ano seguinte, Ortiz estava viajando internacionalmente como instrutora profissional e intérprete.

## Carreira
Ortiz começou sua carreira atuando em filmes de estudantes. Ela então estudou por dois anos no Maggie Flanigan Studios, onde aprendeu a técnica de Meisner. Em 2009, Ortiz fez o teste e foi escalado para a segunda temporada do reality show da VH1, Scream Queens, onde ela e outras nove aspirantes a atrizes competiram em desafios baseados na atuação pela oportunidade de ganhar o prêmio de um papel em Saw 3D. O programa estreou em 2 de agosto de 2010 e no final da temporada, Ortiz foi nomeada a segunda colocada.
Em 2013, Ortiz conseguiu o papel de regular na série The After, produzida pelo criador de The X-Files, Chris Carter. O piloto, que começou a ser transmitido via Amazon Video em fevereiro de 2014, recebeu feedback positivo e foi enviado para se tornar uma série completa. No entanto, em 5 de janeiro de 2015, a Amazon Studios anunciou que não iria mais avançar com o programa. Dois meses depois, Ortiz foi escalada como a protagonista feminina em um piloto provisoriamente intitulado Rosewood, interpretando ao lado de Morris Chestnut. O piloto recebeu sinal verde para série completa em maio de 2015. Rosewood estreou em 23 de setembro de 2015 na Fox. A série foi cancelada após duas temporadas em maio de 2017. Mais tarde naquele ano, ela teve um papel recorrente durante a segunda temporada da série dramática da USA Network, Shooter. Ortiz também apareceu no filme de comédia Girls Trip, interpretando ela mesma.
Em 2017, Ortiz foi escalado para um papel principal no spin-off da série dramática de maior duração da ABC, Grey's Anatomy, intitulada Station 19.

## Filmografia

### Filme
| Ano  | Filme            | Papel        | Notas       |
| ---- | ---------------- | ------------ | ----------- |
| 2004 | Sad Spanish Song | Spanish Rice |             |
| 2008 | High Voltage     | Dançarina    | Filme curto |
| 2012 | Misfire          | IC           |             |
| 2013 | Laid Out         | Daniela      | Filme curto |
| 2017 | Girls Trip       | Ela própria  |             |

### Televisão
| Ano       | Título         | Papel                         | Notas                                                                             |
| --------- | -------------- | ----------------------------- | --------------------------------------------------------------------------------- |
| 2010      | Scream Queens  | Ela própria                   | Concorrente, creditada como Jessica Ortiz (8 episódios)                           |
| 2012      | The Shop       | Petrona                       | 6 episódios                                                                       |
| 2014      | The After      | Policial Marly Muñoz          | Piloto                                                                            |
| 2015-2017 | Rosewood       | Villa Detetive Annalize       | Papel principal, 44 episódios Nomeada - Prêmio Imagen de Melhor Atriz - Televisão |
| 2017      | Shooter        | Angela tio                    | Papel recorrente, 4 episódios                                                     |
| 2018-2019 | Grey's Anatomy | Tenente Andrea "Andy" Herrera | 3 episódios                                                                       |
| 2018-2024 | Station 19     | Tenente Andrea "Andy" Herrera | Papel principal                                                                   |